# Dylann Roof
Dylann Storm Roof (Columbia, 3 aprile 1994) è un criminale e terrorista statunitense, responsabile della strage di Charleston avvenuta il 17 giugno 2015.

## Biografia
Dylann Roof nacque a Columbia, nella Carolina del Sud. Suo padre, Franklin Bennett Roof, era un carpentiere e sua madre, Amelia Cowles, una barista. I suoi genitori si separarono ma ritornarono a vivere insieme alla nascita di Roof. All'età di cinque anni, suo padre sposò Paige Mann. La sua famiglia visse principalmente nella Carolina del Sud, anche se tra il 2005 ed il 2008 si trasferì temporaneamente nelle Florida Keys. Non è noto se Dylann abbia frequentato scuole locali in quella zona.
Nel 2009 Franklin divorziò da Mann e da quel momento Roof iniziò a manifestare segni compulsivi fino ad essere ossessionato dai videogiochi e iniziando a portare i capelli tagliati a scodella. Quando frequentava le scuole medie iniziò a fumare marijuana, ed una volta fu anche sorpreso a comprarla. In nove anni Roof frequentò sette scuole, inclusa la White Knoll High School a Lexington, nella quale ripeté la prima liceo, e poi finì in un'altra scuola. Roof, con l'accordo dei suoi genitori, abbandonò la scuola nel 2010, e iniziò a dedicare il suo tempo ai videogiochi e all'uso di sostanze stupefacenti come il Suboxone. Roof si avvicinò anche a una congregazione luterana.
Roof viveva alternativamente a casa di suo padre e di sua madre, rispettivamente nel centro di Columbia e a Hopkins, ma visse anche dalla sua matrigna. Visse anche a casa di un suo vecchio compagno di classe delle scuole medie. Quest'ultimo viveva con la madre, due fratelli e la fidanzata. Roof spese il suo tempo drogandosi e ubriacandosi. Per volere di suo padre, Roof lavorò come paesaggista, ma lasciò presto quest'attività.
Lo zio materno Carson Cowles espresse preoccupazione per la vita sociale del suo nipote diciannovenne, perché non aveva un lavoro, era senza patente di guida, e trascorreva molto tempo in camera sua. Cowles tentò di aiutare Roof, ma egli si chiuse ancora di più in se stesso. Secondo Mann, Roof tagliò ogni contatto con il padre dopo il divorzio; quando la sorella si sposò, Roof non rispose all'invito e non andò al matrimonio. 
Un insegnante della scuole superiori disse che, nonostante i commenti razzisti di Roof, alcuni suoi amici erano afroamericani. 

### Strage di Charleston
Il 17 giugno 2015, verso le 21:05 (UTC-5), Dylann Roof si recò presso la chiesa episcopale "Emanuel African Methodist Episcopal Church" di Charleston e, durante una preghiera, uccise a colpi di arma da fuoco nove afroamericani, incluso il pastore e senatore di Stato Clementa C. Pinckney, il quale era noto in città per le sue attività in difesa dei diritti degli afroamericani, e ferito un'altra persona. In seguito, molte persone identificarono Roof come il maggior sospettato. Dopo la sua fuga dalla chiesa, iniziò la caccia al ragazzo, che terminò il giorno dopo a Shelby, nella Carolina del Nord, dove Roof venne arrestato. In seguito confessò di aver commesso la strage nella speranza di scatenare una guerra razziale.
Tre giorni dopo la strage, il sito web The Last Rhodesian venne scoperto e successivamente ne venne confermata l'appartenenza a Roof. Il sito conteneva foto con Roof in posa con simboli suprematisti e neonazisti lungo il suo manifesto, che descrive la sua visione dei neri insieme ai bianchi. Nel suo manifesto sviluppò la sua concezione della supremazia bianca dopo aver fatto ricerche sul caso di Trayvon Martin e sui supposti crimini commessi dai neri nei confronti dei bianchi.
Roof fu accusato di nove omicidi, tre tentati omicidi e di possesso d'arma da fuoco durante un crimine violento. Fu anche accusato di crimini d'odio per i quali rischia la pena di morte. Il processo che lo vede imputato iniziò il 17 gennaio 2017.

### Primi contatti con la polizia
Roof aveva avuto già due precedenti con la polizia, entrambi risalenti a pochi mesi prima della strage.
Il 2 marzo 2015 fu interrogato sull'incidente al supermercato Columbia Center, nel quale Roof entrò nel centro commerciale vestito tutto di nero e rivolse ai dipendenti domande inquietanti e per il quale, in seguito, venne arrestato. Durante l'interrogatorio le autorità trovarono Roof in possesso di una bottiglia, che in seguito ammetterà essere Suboxone, un narcotico utilizzato per curare la dipendenza da sostanze oppiacee o come droga ludica; Roof venne arrestato con l'accusa di possesso di droga e gli venne proibito l'accesso al centro commerciale per un anno.
Il 26 aprile viene arrestato nuovamente, perché aveva trasgredito il divieto d'accesso al supermercato, che così venne prolungato di ulteriori tre anni.
Secondo James Comey, direttore dell'FBI, il primo arresto di Roof è stato riportato come un crimine che avrebbe richiesto un'indagine sulle responsabilità durante l'esame dei precedenti personali. Tuttavia, legalmente, è da considerarsi un reato minore ed era stato erroneamente trascritto come un crimine a causa di un errore di immissione dei dati compiuta da un impiegato del carcere.
Il 13 marzo 2015 Roof venne indagato per vagabondaggio nella sua auto parcheggiata vicino al centro di Columbia. Fu riconosciuto da un agente di polizia fuori servizio che lo aveva interrogato alcuni giorni prima. La polizia perquisì la sua auto e trovò una presa da avambraccio per un fucile semiautomatico AR-15 e sei caricatori scarichi, tutti in grado di contenere 40 proiettili. Quando lo interrogarono, Roof disse che voleva comprarsi un fucile AR-15 ma non aveva abbastanza soldi per permetterselo. Roof non venne incriminato poiché nella Carolina del Sud non è reato possedere un'arma da fuoco.

## Processo

### Accusa federale
Nel processo, iniziato il 7 dicembre, la giuria, composta da 12 persone, ha raggiunto il verdetto all'unanimità in circa due ore: Roof è stato giudicato colpevole di tutti e 33 i capi di imputazione di cui era accusato, tra cui omicidio, crimini d’odio razziale e tentato omicidio. Il 3 gennaio 2017 ha avuto inizio una nuova fase del processo per decidere se Roof sarà condannato a morte oppure all’ergastolo senza condizionale. Il 10 gennaio 2017 viene confermata la pena di morte; il ragazzo era presente durante la lettura del verdetto, ma non ha avuto alcuna reazione evidente.